# 박무빈
박무빈(2001년 2월 22일 ~ )은 대한민국의 농구 선수이다. 한국프로농구(KBL) 울산 현대모비스 피버스 소속으로 포지션은 포인트 가드, 슈팅 가드이다.

## 경력
2023년 9월에 열린 2023-2024 KBL 국내신입선수 선발회에서 1라운드 전체 2순위로 울산 현대모비스 피버스에 지명되었다.